# جريمة إلقاء الحجارة

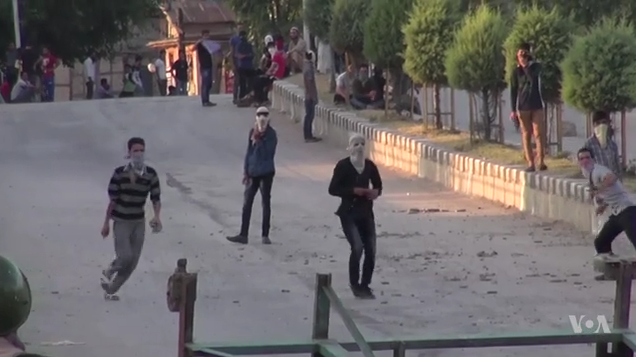
شباب كشميريّ يلقون الحجارة على القوات المسلحة الهندية أثناء أحداث الشغب في كشمير عام 2016

جريمة إلقاء الحجارة هي شكل من أشكال العنف الجنائية.

## رمي الحجارة على السيارات
يعد رمي الحجارة على السيارات المتحركة على الطرق السريعة بسرعات عالية مشكلة خطيرة. عندما نتحدث عن السرعات العالية مثل 60 أو 70 ميلا في الساعة، فإن إلقاء حجرا صغيرا يمثل قوة كبيرة، ويمكن أن يسبب أضرارا خطيرة للجسم أو السيارة، بل قد يؤدي إلى الموت. إن أي حجر صغير يمكن أن يكسر الزجاج الأمامي، ويصيب السائق في وجهه وقد يؤدي إلى قتل من في السيارة." وعادة يتم إلقاء الأحجار من جسور الطرق السريعة أو نقاط عالية على جانب الطريق، وأحيانا يتم إلقاء الحجارة عشوائيا من السيارات المارة.

### الوضع القانوني
- في الولايات المتحدة، قذف الحجارة هو جناية[11][12] ويواجه رماة الحجارة التهم الجنائية التي تشمل الاعتداء الشديد ورمي قذيفة على السيارات، وجناية حيازة السلاح، وتعريض الناس للخطر.[13]
- وبموجب القانون الأسترالي، يمكن أن يحكم على رماة الحجارة لتصل إلى 5 سنوات في السجن، بينما وفقا للقانون الأمريكي يمكن الحكم عليهم حتى 20 عاما.[14][15] وفق للقانون الأميركي، فإن الأفراد الذين كانوا جزءا من مجموعة تعمل في قذف الحجارة يمكن أن يتم إدانتهم ويسجنوا حتى لو لم يقوموا بذلك بأنفسهم.[16]
- وفي نيوزيلندا، الأفراد الذين يلقون الحجارة على السيارات يمكن أن يحكم عليهم بـ 14 سنة بتهمة تهديد النقل.[17]

### الوفيات والإصابات
في عام 2005 قٌتِل الشاب «كريس كوري»، 20 عاما، بسبب صخرة ألقيت على سيارته بواسطة فتى يبلغ من العمر 14 عاما، ووجهت للفتى تهمة القتل.
في عام 2000 بالقرب دارمشتات، ألمانيا، قامت ثلاثة من المراهقين الأميركيين بإلقاء الحجارة على سيارة مما أدى إلى قتل امرأة تبلغ من العمر 20 عاما وإصابة جدتها بجروح خطيرة، ثم قاموا بضرب سيارة أخرى، مما أسفر عن مقتل أم 41 عاما.
في عام 2010 قُتِل «مايكل بيكر» (47 عاما) في كينت، انجلترا بسبب قطعة من الحجر ألقيت من نافذة شاحنته على يد عصابة من الشباب لا تتجاوز أعمارهم عشر سنوات.
في عام 2014 وقعت حادثة رمي حجارة على الطريق السريع-80 في ولاية بنسلفانيا، مما أدى إلى إصابة أحد الركاب إصابات خطيرة وتشويهه بعاهة مستديمة، قام بتلك الجريمة أربعة من السكان المحليين الذين تتراوح أعمارهم بين 17-19.

## أعمال الشغب
تبدأ العديد من أعمال الشغب القاتلة برمي الحجارة، أو تتضمن رمي الحجارة مع تصاعد العنف، مثل أحداث تورونتو 1875، ومذبحة بوسطن 1770، وحديثا أعمال الشغب في أوكرانيا 2014.
في العديد من البلدان، أثناء المظاهرات السياسية يتم اعتقال المتظاهرين لرمي الحجارة وغيرها من الأشياء على الشرطة.

### الوضع القانوني
يعد رمي الحجارة أثناء أعمال الشغب جريمة جنائية، ويمكن توجيه الاتهام لرماة الحجارة بارتكاب جرائم جنائية، بما في ذلك الاعتداء على ضابط أثناء إنفاذ القانون. وقد أسفرت حوادث إلقاء الحجارة عن الاعتقالات خلال أعمال الشغب الرياضية، فيما يسمى «شغب الملاعب».
- في الولايات المتحدة، التهمة تختلف من ولاية لأخرى. على سبيل المثال، في نيو هامبشاير، ولاية أوريغون الأفراد الذين يلقون الحجارة خلال التظاهرات يمكن اتهامهم بـالشغب، وتسمى أيضا «الأذى الجنائي»، وهي جناية.[30][31][32]
- في تركيا توجه تهم وعقوبات بالسجن لقيام مجموعة بإلقاء الحجارة على الشرطة، حتى عندما يكون رماة الحجارة في سن 15 سنة أو أصغر.[33]

## رمي الحجارة على الناس

### الوضع القانوني
- في الولايات المتحدة الأمريكية، قيام فرد برمي الحجارة على شخص آخر يعرضه للقبض عليه وتوجه إليه تهمة الاعتداء والأذى الجنائي والسلوك غير المنضبط.[34]

## عبر الحدود

### الولايات المتحدة - المكسيك
صخرة رماة على الجانب المكسيكي من الحدود بين الولايات المتحدة والمكسيك تستهدف في كثير من الأحيان الولايات المتحدة دوريات الحدود الضباط بوابل من الحجارة لمنعهم من القبض على الأفراد الذين يعبرون الحدود بطريقة غير مشروعة، ولا سيما المهربين نقل المخدرات أو المهاجرين غير الشرعيين. عبر الحدود  بين عامي 2010 و2014 رجال حرس الحدود قد تعرضوا لاعتداء بالحجارة 1700 مرة، أنهم أطلقوا النار على رماة الحجارة 43 مرات، مما أدى إلى مقتل 10  رجال حرس الحدود للرد على رماة الحجارة مع الأسلحة الفتاكة، على الرغم اعتبارا من 2014 سياسة هو أنها يجب محاولة تجنب يجدون أنفسهم في الحالات التي يكون فيها. الاستجابة ليصبح مع القوة المميتة رمي الحجارة اللازمة 

### اسبانيا - المغرب
في السنوات الأخيرة، لقد مرت أعداد متزايدة من لا يحملون وثائق الأفارقة جنوب الصحراء عبر المغرب يحاولون الوصول إلى دول الاتحاد الأوروبي، والعديد من محاولة لدخول التراب الإسباني في جيبين الإسبانية، مليلية وسبتة، وتقع على أفريقيا جانب من البحر الأبيض المتوسط. في عدة مناسبات، سلطات الحدود المغربية والإسبانية ودافع العنف القاتل ضد الأفريقية مهاجر غير شرعي الصورة بالقرب من السياج الحدودي مليلية والسياج الحدودي سبتة من قبل، مؤكدا أن مجموعات من المهاجرين الذين يحاولون اقتحام الحدود في إدخال كتلة ألقت الأحداث الصخور لقيادة حرس الحدود بعيدا عن بوابات 

### مصر - غزة
ووقعت اشتباكات بين مثيري الشغب رمي الحجر مرارا وتكرارا مع القوات المصرية في الحدود بين مصر وغزة.
- في عام 2008، سكان غزة اعتداء قوات حرس الحدود المصرية عن طريق رمي وابل من الحجارة على، الجدار الحدودي ملموس منخفض تعلوها الأسلاك الشائكة، ثم هدموا جزء من الجدار، وفتح الطرق ونقل البضائع والأشخاص عبر لعدة ساعات قبل المصرية الجيش، وتجنب استخدام القوة المميتة، وتمكنت من استعادة السيطرة على الحدود [42]
- في 6 يناير 2010 حماس دعا سكان غزة للاحتجاج على الحصار الحدود المصرية. أجاب الرجل غزة التي تحتشد على الحدود ورمي الحجارة وقنابل المولوتوف على قوات الأمن المصرية، الذين ردوا بإطلاق النار [43]